# 지혁
지혁(본명: 송헌용, 1987년 7월 13일 ~ )은 대한민국의 보이 그룹 슈퍼노바의 서브래퍼와 서브보컬을 맡고 있다.

## 학력
- 성균관대학교 연기예술학

## 음반

### O.S.T
- 2011년 《총각네 야채가게 OST》 (2012년 2월 6일 발매) 대표곡 : Be My Girl (With 성제)

## 주요 출연작

### 방송
- 2007년 M!Pick <초신성>

### 드라마
- 2011년 SBS《싸인》 ... 그룹 'VOICE'의 멤버 역 (특별출연)
- 2011년 채널A 《총각네 야채가게》 ... 윤호재 역
- 2020년 SBS 《앨리스》 ... 홍정욱 역

### 광고
- 엘리트 교복